# Margarita Walerjewna Lasarewa
Margarita Walerjewna Lasarewa (russisch Маргарита Валерьевна Лазарева; englische Schreibweise Margarita Lazareva; * 10. Oktober 1990) ist eine ehemalige russische Tennisspielerin.

## Karriere
Lasarewa begann mit sieben Jahren das Tennisspielen und bevorzugt Hartplätze. Sie spielte vor allem bei Turnieren der ITF Women’s World Tennis Tour, wo sie sieben Titel im Einzel und 26 im Doppel gewinnen konnte.

## Turniersiege

### Einzel
| Nr. | Datum              | Turnier          | Kategorie   | Belag     | Finalgegnerin      | Ergebnis      |
| --- | ------------------ | ---------------- | ----------- | --------- | ------------------ | ------------- |
| 1.  | 6. Juni 2012       | Trabzon          | ITF $10.000 | Hartplatz | Melis Sezer        | 6:4, 6:3      |
| 2.  | 2. September 2012  | Gaziantep        | ITF $10.000 | Hartplatz | Nigina Abduraimova | 6:1, 7:5      |
| 3.  | 30. Juni 2013      | Schymkent        | ITF $10.000 | Sand      | Darja Lodikowa     | 5:7, 6:4, 6:2 |
| 4.  | 21. September 2014 | Tlemcen          | ITF $10.000 | Sand      | Harmony Tan        | 7:63, 6:2     |
| 5.  | 23. August 2015    | Port El-Kantaoui | ITF $10.000 | Hartplatz | Jana Sisikowa      | 3:6, 6:2, 6:2 |
| 6.  | 11. Dezember 2016  | Dschibuti        | ITF $10.000 | Hartplatz | Riya Bhatia        | 7:610, 6:3    |
| 7.  | 18. Dezember 2016  | Dschibuti        | ITF $10.000 | Hartplatz | Riya Bhatia        | 6:2, 6:2      |

### Doppel
| Nr. | Datum              | Turnier             | Kategorie   | Belag             | Partnerin                        | Finalgegnerinnen                              | Ergebnis         |
| --- | ------------------ | ------------------- | ----------- | ----------------- | -------------------------------- | --------------------------------------------- | ---------------- |
| 1.  | 6. Juni 2009       | Tel Aviv            | ITF $10.000 | Hartplatz         | Efrat Mishor                     | Ester Masuri Ekaterina Tour                   | 4:6, 7:5 [16:14] |
| 2.  | 19. November 2011  | Monastir            | ITF $10.000 | Hartplatz         | Jekaterina Jaschina              | Saska Gavrilovska Andjela Novcic              | 6:3, 6:2         |
| 3.  | 3. Juni 2012       | Trabzon             | ITF $10.000 | Hartplatz         | Abbie Myers                      | Sultan Gonen Busra Kayrun                     | 6:2, 6:3         |
| 4.  | 22. Juni 2013      | Almaty              | ITF $10.000 | Sand              | Jekaterina Jaschina              | Ivanka Karamalak Anna Koval                   | 7:5, 2:6, [10:3] |
| 5.  | 29. Juni 2013      | Schymkent           | ITF $10.000 | Sand              | Weronika Kudermetowa             | Jekaterina Gubanowa Darja Lodikowa            | 6:4, 6:2         |
| 6.  | 15. Februar 2014   | Stockholm           | ITF $10.000 | Hartplatz (Halle) | Carolin Daniels                  | Luisa Marie Huber Nora Niedmers               | 7:5, 6:3         |
| 7.  | 19. April 2014     | Shymkent            | ITF $10.000 | Sand              | Diana Boholij                    | Anastasia Rudakova Liubov Vasilyeva           | 6:4, 7:5         |
| 8.  | 23. Mai 2014       | Ramla               | ITF $10.000 | Hartplatz         | Barbora Štefková                 | Sofia Dmitrijewa Alexandra Morosowa           | 6:2, 3:6, [11:9] |
| 9.  | 6. Juni 2014       | Kasan               | ITF $10.000 | Sand              | Lidsija Marosawa                 | Polina Nowoselowa Sofia Smagina               | 6:1, 0:6, [10:6] |
| 10. | 27. Juni 2014      | Konya               | ITF $10.000 | Hartplatz         | Melis Sezer                      | Clemence Fayol Muge Topsel                    | 6:3, 6:2         |
| 11. | 20. September 2014 | Tlemcen             | ITF $10.000 | Sand              | Barbara Bonić                    | Tamara Čurović Naomi Totka                    | 6:2, 6:2         |
| 12. | 1. November 2014   | Stockholm           | ITF $10.000 | Hartplatz (Halle) | Tamara Čurović                   | Nora Niedmers Caroline Übelhör                | 6:3, 7:63        |
| 13. | 25. April 2015     | Dakar               | ITF $15.000 | Hartplatz         | Aminat Kuschchowa                | Conny Perrin Jekaterina Jaschina              | 6:3, 6:2         |
| 14. | 7. Mai 2015        | Puszczykowo         | ITF $10.000 | Hartplatz         | Katharina Lehnert                | Maria Fernanda Alves Zuzana Zlochová          | 6:3, 6:3         |
| 15. | 20. Juli 2015      | Scharm asch-Schaich | ITF $10.000 | Hartplatz         | Walerija Strachowa               | Xenia Bekker Dhruthi Tatachar Venugopal       | 6:3, 6:1         |
| 16. | 27. Juli 2015      | Scharm asch-Schaich | ITF $10.000 | Hartplatz         | Walerija Strachowa               | Xenia Bekker Elina Nepli                      | 6:4, 6:1         |
| 17. | 21. November 2015  | El-Kantaoui         | ITF $10.000 | Hartplatz         | Julia Lohoff                     | Bianka Békefi Szabina Szlavikovics            | 6:4, 6:4         |
| 18. | 11. Dezember 2015  | Lagos               | ITF $25.000 | Hartplatz         | Walerija Strachowa               | Valeria Bhunu Ester Masuri                    | 6:1, 6:2         |
| 19. | 15. Januar 2016    | Aurangabad          | ITF $25.000 | Sand              | Walerija Strachowa               | Melis Sezer Jekaterina Jaschina               | 6:1, 7:62        |
| 20. | 9. April 2016      | Scharm asch-Schaich | ITF $10.000 | Hartplatz         | Oleksandra Koraschwili           | Mariam Bolkwadse Victoria Muntean             | 7:5, 6:3         |
| 21. | 20. August 2016    | Moskau              | ITF $10.000 | Sand              | Anastassija Alexandrowna Frolowa | Polina Novoselova Alexandra Pospelowa         | 6:2, 6:0         |
| 22. | 2. September 2016  | Batumi              | ITF $10.000 | Sand              | Alena Fomina-Klotz               | Mariam Bolkwadse Tatia Mikadse                | 6:4, 6:3         |
| 23. | 1. Oktober 2016    | Shymkent            | ITF $10.000 | Sand              | Uljana Aisatulina                | Schibek Qulambajewa Anna Alexandrowna Ukolowa | 6:2, 6:3         |
| 24. | 19. November 2016  | Stellenbosch        | ITF $10.000 | Hartplatz         | Erika Vogelsang                  | Eden D’Oliveira Laura Deigman                 | 7:62, 6:1        |
| 25. | 11. Februar 2017   | Trnava              | ITF $15.000 | Hartplatz (Halle) | Vivian Heisen                    | Sandra Jamrichová Vivien Juhászová            | 4:6, 6:4, [10:7] |
| 26. | 19. Oktober 2019   | Telawi              | ITF $15.000 | Sand              | Oana Georgeta Simion             | Walerija Oljanowskaja Taissija Patschkalewa   | 6:4, 4:6, [10:8] |